# Crissiumal
Crissiumal är en kommun i Brasilien.   Den ligger i delstaten Rio Grande do Sul, i den södra delen av landet, 1 500 km sydväst om huvudstaden Brasília. Antalet invånare är 14 085.
Trakten runt Crissiumal består till största delen av jordbruksmark. Runt Crissiumal är det ganska glesbefolkat, med 27 invånare per kvadratkilometer.